# Вернадський Володимир Іванович
Володи́мир Іва́нович Верна́дський (28 лютого [12 березня] 1863, Санкт-Петербург, Російська імперія — 6 січня 1945, Москва, Російська РФСР, СРСР) —  російський, український та радянський науковець і філософ. Природознавець, засновник геохімії, біогеохімії та радіогеології, вчення про біосферу, ноосферу, космізм.
Академік Української (співзасновник і Президент 1918—1921), СРСР (1924), Чехословацької (1926), Паризької (1928) академій наук та Імператорської Академії наук (від 1909 року). Професор Московського університету (від 1898).
Засновник Національної бібліотеки Української держави в Києві (нині — Національна бібліотека України імені В. І. Вернадського).
Організатор і директор Радієвого інституту (1922—1939), Біохімічної лабораторії (з 1929 року; зараз Інститут геохімії й аналітичної хімії імені В. І. Вернадського РАН).
Почесний член багатьох академій (Паризької, Чеської, низки інших) та наукових товариств.
Син Івана Вернадського, батько Григорія Вернадського.
Збагатив науку глибокими ідеями, що лягли в основу нових провідних напрямів сучасної мінералогії, геології, гідрогеології, визначив роль організмів у геохімічних процесах. Для його діяльності характерні широта інтересів, постановка кардинальних наукових проблем, наукове передбачення.

## Біографія

### Ранні роки
Народився 28 лютого (12 березня) 1863 року в Санкт-Петербурзі в сім'ї економіста Івана Васильовича Вернадського та музичної педагогині Ганни Петрівни Вернадської.
Дитячі роки (1868—1875) провів в Україні — у Полтаві і в Харкові; ще хлопчиною бував у Києві, жив у будинку на Липках, де мешкала й померла його бабуся — В. Константинович. У 1873 році Володимир Вернадський вступив до першого класу Харківської гімназії, де провчився три роки.

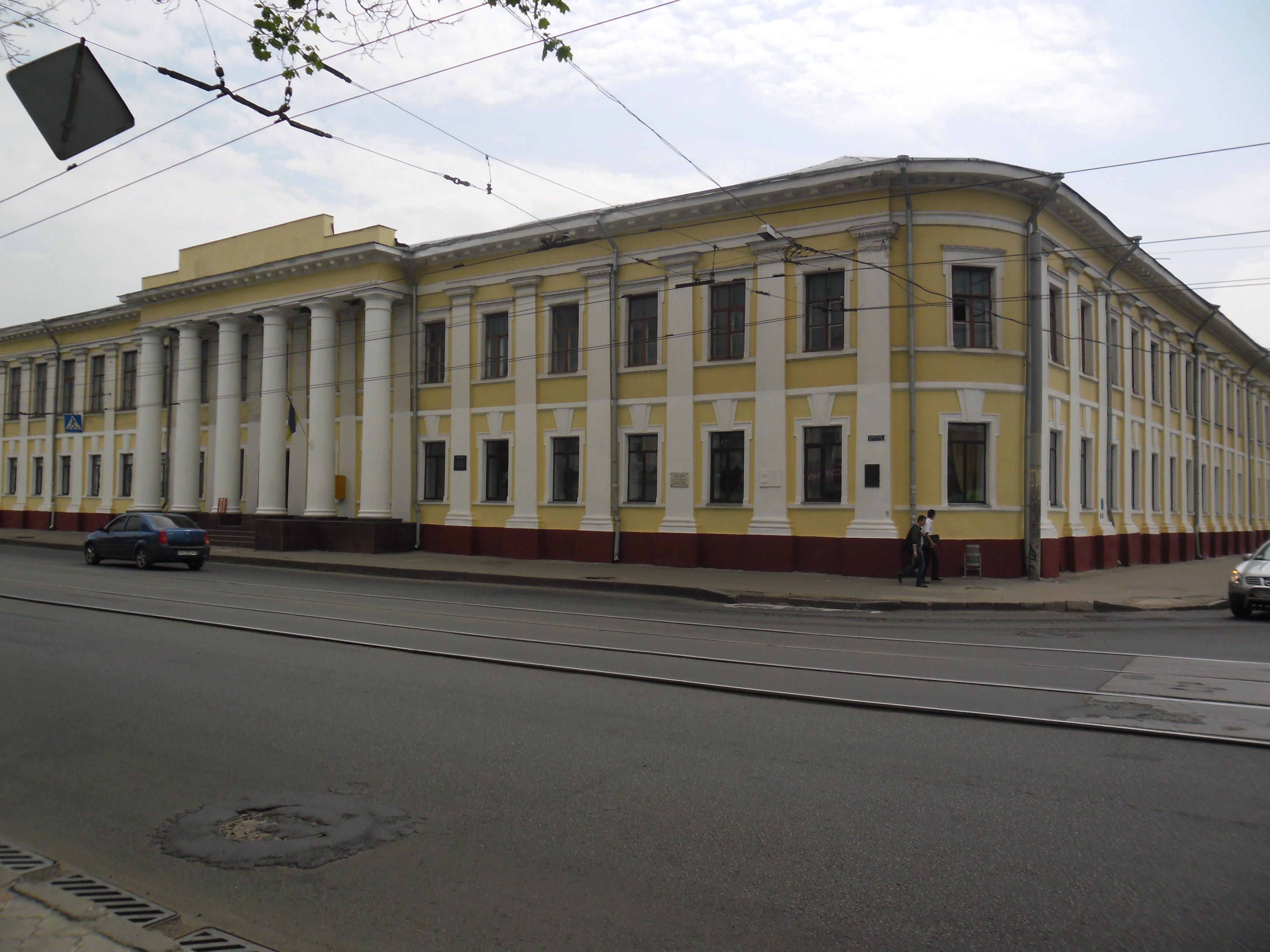
Будинок 1-ї чоловічої гімназії в Харкові, зараз Харківський державний професійно-педагогічний коледж імені В.І. Вернадського
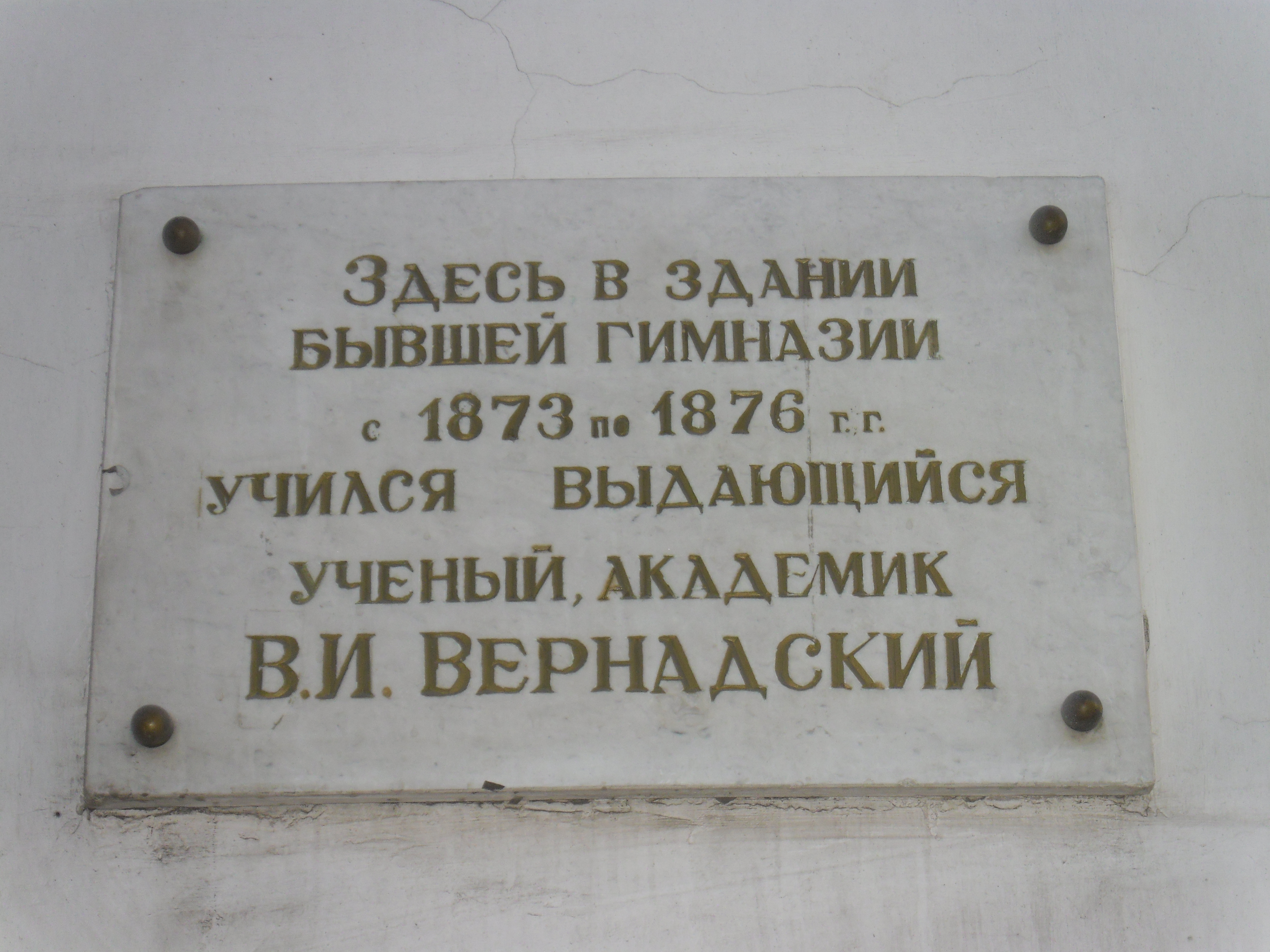
Меморіальна дошка на фасаді будівлі коледжу

У дитинстві величезний вплив на його розвиток мав батько, який дуже ретельно та послідовно займався вихованням і освітою свого сина. Саме він прищепив Володимирові інтерес і любов до українського народу, його історії та культури. Майбутній учений згадував, що перед переїздом із Харкова до Петербурга вони з батьком були за кордоном і в Мілані в газеті Петра Лаврова «Вперед» прочитали про циркуляр, що забороняв у Росії друкувати українською мовою. У спогадах він писав:
|  | Це справило величезне враження на батька і розмови, з цим пов'язані, сильно на мене тоді подіяли. Батько розказував історію України зовсім не так, як її викладали в гімназії. Він часто згадував, що Петербург побудували на кістках українців (будували Петербург козаки з полків Івана Мазепи). Повернувшись до Петербурга, я постарався ознайомитись із українською літературою. У бібліотеці батька знайшов розрізнені номери «Основи» та інші українські видання. Добував українські книги у букіністів, дещо отримував із-за кордону. Детально розпитував батька про Шевченка, Куліша, Максимовича, Квітку-Основ'яненка, котрих він особисто знав, а також про Кирило-Мефодіївське братство, про Костомарова тощо. |

У Петербурзі 15-річний юнак занотував у щоденнику 29 березня 1878 року:
|  | Страшенно притісняють українців. Драгоманову навіть в Австрії не дозволили видавати газету українською мовою. У Росії зовсім заборонено друкувати книги моєю рідною мовою. На канікулах я з усією ретельністю візьмуся за неї. В Києві, коли в якомусь домі побачать портрет Шевченка, то його відбирають. |

Закінчив фізико-математичний факультет Петербурзького університету.

### Рід
Рід Вернадських має глибокі українські корені. Його предок Верна під час визвольної війни українського народу 1648—1654 років виступав на боці козаків, діти служили в козацтві старшинами. Дворянство вислужив дід Василь, який відтоді став писатися Вернадським.
Батько Володимира, Іван Васильович, народився в Києві, очолював кафедру в Київському університеті, з переїздом до Москви очолював кафедру в Московському університеті. Через чотири роки після народження Володимира батьки переїхали до Харкова. Сім'я відвідувала родичів на Полтавщині.

Батько Володимира — Іван Васильович, 1860 рік
Мати Володимира — Ганна Вернадська
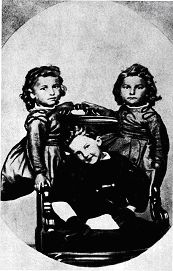
Володимир і його сестри Ольга та Катерина, 1868 рік
Родина Володимира Вернадського (зліва направо): Георгій Вернадський (стоїть), Ніна Вернадська, Наталія Вернадська, Володимир Вернадський, Ніна Вернадська-Толь
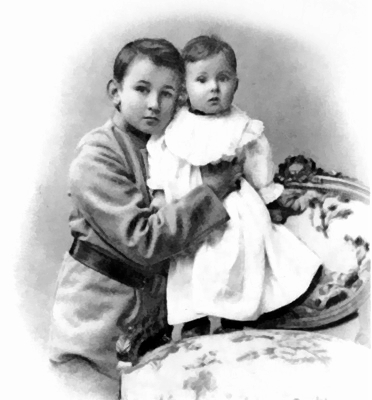
Діти В. І. Вернадського Георгій та Ніна

У 1886 році Володимир Вернадський одружився з Наталією Єгорівною Старицькою, з якою познайомився ще 1885 року.
1887 року у Вернадських народився син Георгій (згодом став професором російської історії Єльського університету в США). У ті ж роки Володимир Вернадський поїхав на два роки в закордонне відрядження (Італія, Німеччина, Франція, Англія, Швейцарія). Він працював у хімічних і кристалографічних лабораторіях, здійснив геологічні експедиції, знайомився з новітньою науковою і філософською літературою, узяв участь у Лондонському геологічному конгресі, став членом-кореспондентом Британської асоціації наук. Після захисту докторської дисертації в 1897 році Вернадський став професором Московського університету. 1898 року у Вернадських народилась донька Ніна (згодом вона стала лікарем-психіатром).

### Наукова робота та громадська діяльність
У 1917—1921 роках працював в Україні, організатор і перший голова-президент Української Академії наук, почесний академік низки закордонних академій.
Наукові праці присвячені дослідженням хімічного складу земної кори, атмосфери, гідросфери, міграції хімічних елементів у земній корі, ролі та значенню радіоактивних елементів в її еволюції. Творець науки біогеохімії, засновник вітчизняної школи геохіміків, основоположник учення про біосферу та ноосферу, історик науки, філософ, натураліст. Член ЦК партії конституційних демократів (кадетів), член Тимчасового уряду Росії в ранзі товариша міністра, голова комісії Міністерства освіти та мистецтв уряду Української держави за часів гетьмана Павла Скоропадського.
Займаючись практикою природознавства, Вернадський відвідував Україну, брав участь в одному з петербурзьких гуртків, де вирували дискусії, суперечки. «Упрямый украинец, себе на уме», — так висловилася якось про Вернадського одна з учасниць гуртка. На час першої російської революції Вернадський — вже відомий професор, а також борець за свободу висловлювання думок, демократію. Громадська активність Вернадського, зрозуміло, була не до душі урядовим органам, які збирали агентурні повідомлення про науковців. На знак протесту проти урядової політики Вернадський покинув Московський університет і переїхав до Петербурга, продовжуючи політичну і наукову діяльність. Перебіг революційних подій спонукав його до праці в Тимчасовому уряді. Після жовтневого перевороту Вернадський не здав позицій, підписав звернення, в якому були і такі слова: «…зусиллями народу буде покладено кінець пануванню насильників». За наказом влади почалося переслідування тих, хто підписав звернення. Вернадський переїхав до Полтави.
За поглядами він був соціалістом, незважаючи на перебування в партії кадетів.
У квітні 1918 року прийшов до влади гетьман Скоропадський, проголосили Українську державу. Вернадського запросили до Києва. Тут він очолив Комісію з організації Академії наук і Української національної бібліотеки, а також комісію з питань вищої школи. З Москви до Києва переїхали понад 20 відомих науковців. «Декілька днів не писав, — читаємо в щоденнику, — а між тим у ці дні йшла інтенсивна робота і думки, і діяльності, особливо у зв'язку з вищою школою і академією наук. Я якось відчуваю, як глибше і сильніше я охоплюю всю цю область життя і одержую можливість прояву в ній своєї волі, своєї думки». Цікаве листування з приводу створення Академії між Грушевським і Вернадським. Вернадський був прихильником створення Академії на зразок Петербурзької Академії наук. Грушевський писав з цього приводу: «Ви знаєте, що у нас тепер немає достатньої кількості науковців-українців за межами українознавства. Отже, ми повинні звернутися до росіян. Мине ще чимало часу, доки сили ці у нас з'являться». Позиція Вернадського була такою: «Важливо створити сильний центр наукових досліджень українського народу, його історії, його мови, природи України. Звичайно, треба вести ці дослідження в найширшому загальнолюдському масштабі. Треба якнайшвидше створювати кафедри і лабораторії, інститути, які спочатку, можливо, й будуть зайняті росіянами. Але становище скоро зміниться, бо посади в академії виборні. Дуже скоро заявлять про себе місцеві сили».
13 вересня 1918 року на засіданні комісії за доповіддю Вернадського ухвалили заснувати щорічні асигнування на наукові роботи, експедиції тощо. Комісія подбала про Ботанічний сад Києва, про створення Геодезичного інституту, розробила Статут академії. У жовтні Вернадського обрали першим президентом Української Академії наук (УАН). Фізико-математичне відділення академії прийняло тематику Вернадського — почалося створення біогеохімічної лабораторії. Першим відкриттям було повідомлення про наявність в організмі мишей нікелю. Геохімічне дослідження рослин стало основою гіпотези, що в землі є вже відомі тоді 87 хімічних елементів. З приходом більшовиків становище УАН погіршилося. Вернадський захворів на висипний тиф і всю зиму 1919—1920 років лікувався. Подальший життєвий шлях Вернадського склався так: 1920 рік — його обирали ректором Таврійського університету, 1921 рік — повернувся до Петрограда, його призначили директором Радієвого інституту, 1922—1926 роки — відрядження до Франції на запрошення Сорбонни для читання лекцій з геохімії. З поверненням до Ленінграда видав монографії «Біо-сфера», «Нариси з геохімії», організував відділ живої речовини в АН СРСР, Комісію з вивчення важкої води і головував у ній. У 1935 р. переїхав до Москви, взяв участь в організації низки наукових комісій, працював над проблемою «життя в космосі». У роки війни його евакуювали у Борове Кокчетавської області. У 1944 році видав останню свою працю «Декілька слів про ноосферу».

## Творча спадщина
Різнопланова творча спадщина Вернадського привертає увагу багатьох науковців світу. Важливе місце в його діяльності займали, зокрема, мінералогія і кристалографія. Серед основних завдань мінералогії Вернадський поставив питання генези мінералів: 
|  | Мінералогія є хімією земної кори. Вона ставить завдання вивчення як продуктів природних хімічних процесів, так званих мінералів, так і самих процесів. Вона вивчає зміни продуктів і процесів у часі в різних природних умовах земної кори. Вона досліджує взаємні природні асоціації мінералів (їх парагенезис) і закономірності в їх утворенні. |

Вернадський розглянув історію виникнення в земній корі важливих мінералів, визначив хімічний склад і фізико-хімічні умови утворення багатьох мінеральних видів. 
|  | Геохімія — наука двадцятого століття,— Вона могла виникнути лише після появи сучасного наукового уявлення про атоми і хімічні елементи, але корені її сягають глибоко в минуле науки… Геохімія науково вивчає хімічні елементи, тобто атоми земної кори і наскільки можливо — всієї планети. Вона вивчає їх історію, їх розподіл і рух у просторі — часі, їх генетичне на нашій планеті співвідношення. |

Все життя працював Вернадський над проблемами радіогеології. 
|  | Зараз можна і потрібно говорити про новостворену науку — радіологію, науку про радіоактивні властивості нашої планети, про те, що відбувається в ній, про їй властиві, особливо радіоактивні явища. Ця нова галузь знань перебуває у швидкому становленні і повинна зараз бути освоєна і продумана і теоретично, і практично. Бо вона не тільки має для нас глибоке значення, оскільки зв'язує з новою фізикою і новою хімією — в конкретній земній ситуації — науці про життя і про нас самих, але й тому, що вона дає в руки людини нові шляхи і нові форми оволодіння природою, нову силу. |

Вернадський також став творцем нового наукового напрямку, який пізніше переріс у самостійну науку — біохімію: 
|  | Я впевнений в тому, що в основі геології лежить хімічний елемент — атом і що в навколишній природі — в біосфері — живі організми відіграють першочергову, можливо головну роль. Виходячи з цих ідей виникли в нас і геохімія і біогеохімія. |

Перу Володимира Вернадського, крім наукових, належать і філософські твори. В. І. Вернадський у першій половині XX сторіччя створив учення про ноосферу (від грец. νόος — розум і σφαῖρα — куля, тобто сфера розуму), в основу якого поклав ідею про гармонійне входження людини та її господарської діяльності у біогенний колообіг речовин.

## Вернадський і Україна
Ставлення Вернадського до «українського питання» було суперечливим. З одного боку, він визнавав необхідність розвитку української мови, культури, освіти, вимагав визнання наявності окремого українського народу, що йшло всупереч із позицією владної верхівки Російської імперії. З іншого боку, Вернадський не сприймав ідей відокремлення України від Росії, заперечував проти швидкої українізації, запровадженої Центральною Радою, спочатку розглядав Українську академію наук як регіональне відділення Петербурзької АН (хоча потім перейшов на позицію незалежності УАН).

Перед смертю науковець передав до Академії наук України свої спогади, в яких зазначав: 
|  | Я вірю у велике майбуття і України, й Української академії наук… |

Він добре знав історію України, свого роду: по батьковій лінії Вернадські — учасники визвольної війни під проводом Богдана Хмельницького. Його прадід навчався в Києво-Могилянській академії. Батько — киянин Іван Вернадський (1821—1884) — науковець-економіст, противник кріпацтва, прибічник соціалістичних ідей та громадського землеволодіння, прихильник ідей ринкової економіки. Дружина Володимира Івановича теж з давнього українського роду Старицьких. Свої роздуми про долю України науковець виклав у багатьох працях, зокрема, в статті «Українське питання і російська громадськість». У щоденнику вченого є такий запис 30 серпня 1920 р.: «Я не можу собі уявити і не можу змиритися з падінням Росії… Але, з другого боку, огидні риси ледачої, неосвіченої тварини, якою є російський народ — російська інтелігенція не менше за її рабів, хижа й продажна, те історичне „варварство“, яке так яскраво відображається довкола, примушує часом зневіритися в майбутньому Росії і російського народу. Немає чесності, немає звички до праці, немає широких розумових інтересів, немає характеру й енергії, немає любові й свободи… Адже російська демократія — це царство ситих свиней».
Провів одне літо Володимир і в садибі українського письменника Квітки-Основ'яненка. Читання творів українських письменників, знайомство з побутом українців, мабуть, і дали привід відгукнутися про циркуляр, який забороняв у Росії друкування українською мовою, такими словами: «Що це значить? Як це і для чого?». Після жовтневого перевороту Вернадський підписує звернення, в якому були і такі слова: «зусиллями народу буде покладено кінець пануванню насильників». З наукових джерел відомо, що молодий Вернадський був небайдужий до історії України. Зокрема, читав і польські книги про історію України, написав статтю «Українське питання та російське суспільство», де чітко та аргументовано подав обґрунтування автономістських прагнень українства. Українській проблематиці присвячені й інші публікації вченого, зокрема статті «Про автономію», «Одне із завдань дня», «Доля Української академії наук», «Про організацію місцевої влади», рукопис «Про Угорську Русь з 1848 р.» тощо. Під впливом батька Володимир віддав перевагу все ж природознавству (що й стало приводом для вступу на фізико-математичний факультет).

## Вшанування пам'яті

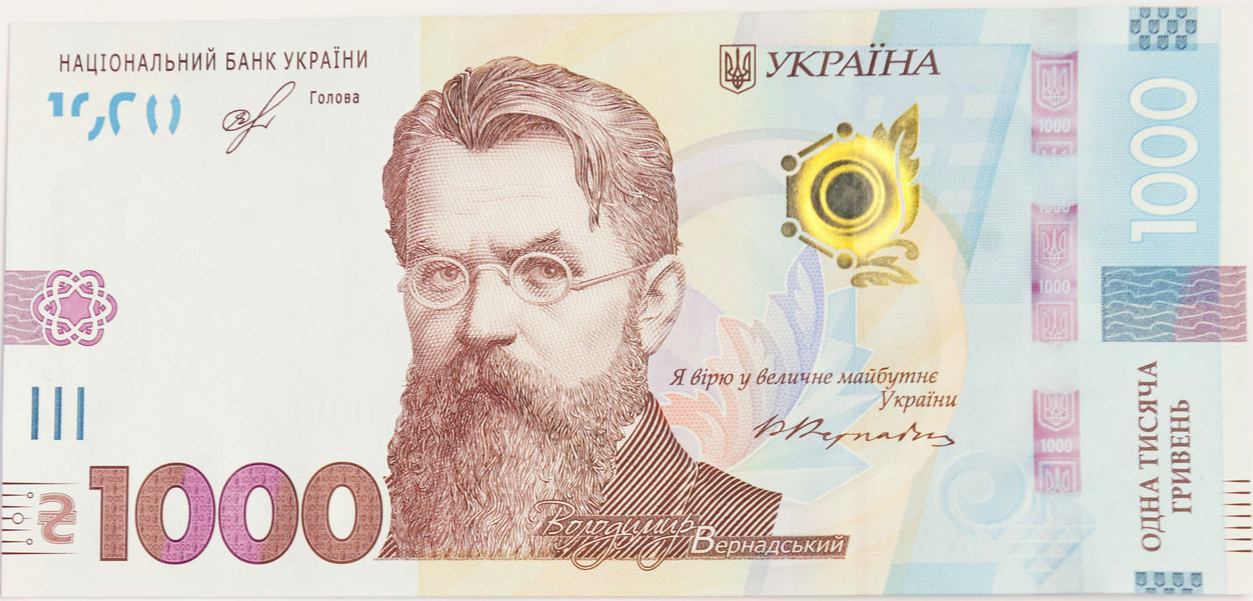
Портрет Володимира Вернадського на банкноті номіналом 1000 грн

### Купюри, поштові марки
- Ім'я науковця присвоєно багатьом академічним інститутам, бібліотекам, кораблям тощо. Зокрема Національній бібліотеці України. На пошану науковця названо два мінерали «вернадит» і «вернадскит». Академія наук СРСР у 1945 році установила грошову премію та золоту медаль імені В. І. Вернадського. Починаючи з 1973 року, НАН України встановлена також премія імені В. І. Вернадського, а з 2003 р. — Золота медаль імені В. І. Вернадського Національної академії наук України.
- У 1963 році в СРСР випущено поштову марку до 100-річчя від дня народження науковця.
- У 1964 році іменем науковця назвали гірський хребет у східній частині Антарктиди. Хребет завдовжки понад 400 км, заввишки 1600 м. У 1996 році заснували українську антарктичну станцію Академік Вернадський.
- У 1973 році його іменем назвали бульвар у Києві (Академмістечко) де у 1981 відкрили пам'ятник Вернадському. До 1963 року його ім'я носила також нинішня вулиця Чорних Запорожців на Воскресенці у Києві.
- У 2000 році на всеукраїнському шоу «Людина року» вченому, за його заслуги перед вітчизняною і світовою наукою, та людством було присвоєно звання «Людина століття».
- 26 березня 2003 року Національний банк України в обіг випустив ювілейну монету номіналом 2 гривні, яка присвячена академіку Вернадському.
- 25 лютого 2013 року Національний банк України в обіг випустив срібну пам'ятну монету в серії «Видатні особистості України» номіналом 5 гривень, яка присвячена 150-річчю від дня народження академіка Вернадського.
- На честь науковця назвали астероїд 2809 Вернадський та кратер на зворотній стороні Місяця.
- 12 березня 2013 року Google відзначив 150 років від дня народження Володимира Вернадського святковим логотипом. На головній сторінці пошукового сервісу розмістили дудл у вигляді малюнків, які символізують сфери наукових інтересів науковця та його портрет[20].
- З 2015 року в Дніпрі проходить щорічний інженерний конкурс Vernadsky Challenge з призовим фондом у 2 млн гривень у якості гранту на розвиток проєктів молодих винахідників.[21]
- 25 жовтня 2019 року Національний банк України увів у грошовий обіг купюру номіналом у 1000 гривень із зображенням Володимира Вернадського на аверсі та будівлею Президії НАН України на звороті[22][23].
- 22 грудня 2021 року Національний банк України випустив пам'ятну банкноту номіналом 1000 гривень зразка 2019 року до 30-річчя незалежності України. Основне зображення лицьового боку — портрет Володимира Вернадського[24].

### Топоніми
- З 26 листопада 2015 року в Дніпрі існує вулиця Володимира Вернадського[25].
- З 10 грудня 2015 року в місті Конотоп існує вулиця Володимира Вернадського[26].
- У Бучі, Кременчуку, Кривому Розі, Львові, Запоріжжі та Харкові існує вулиця Володимира Вернадського.
- У місті Одеса з 2023 існує вулиця Академіка Вернадського[27]
- У місті Київ є бульвар Академіка Вернадського.
- У місті Запоріжжя є майдан Академіка Вернадського.[28]

### Пам'ятники, погруддя
- 1981 року у Києві споруджено пам'ятник Вернадському. Також є погруддя у приміщені Національної бібліотеки України імені В.І. Вернадського.
- У місті Кременчук є погруддя Вернадському.
- У місті Полтава встановлено два погруддя Вернадському (на території Полтавського державного аграрного університету та Полтавської політехніки імені Юрія Кондратюка)[29]
- 2019 року у місті Харків у саду Шевченка встановили композицію зі скульптурою видатного вченого-природознавця, академіка Володимира Вернадського, який готує борщ. Поруч з ним - собака, яка випрошує щось смачненьке.[30]

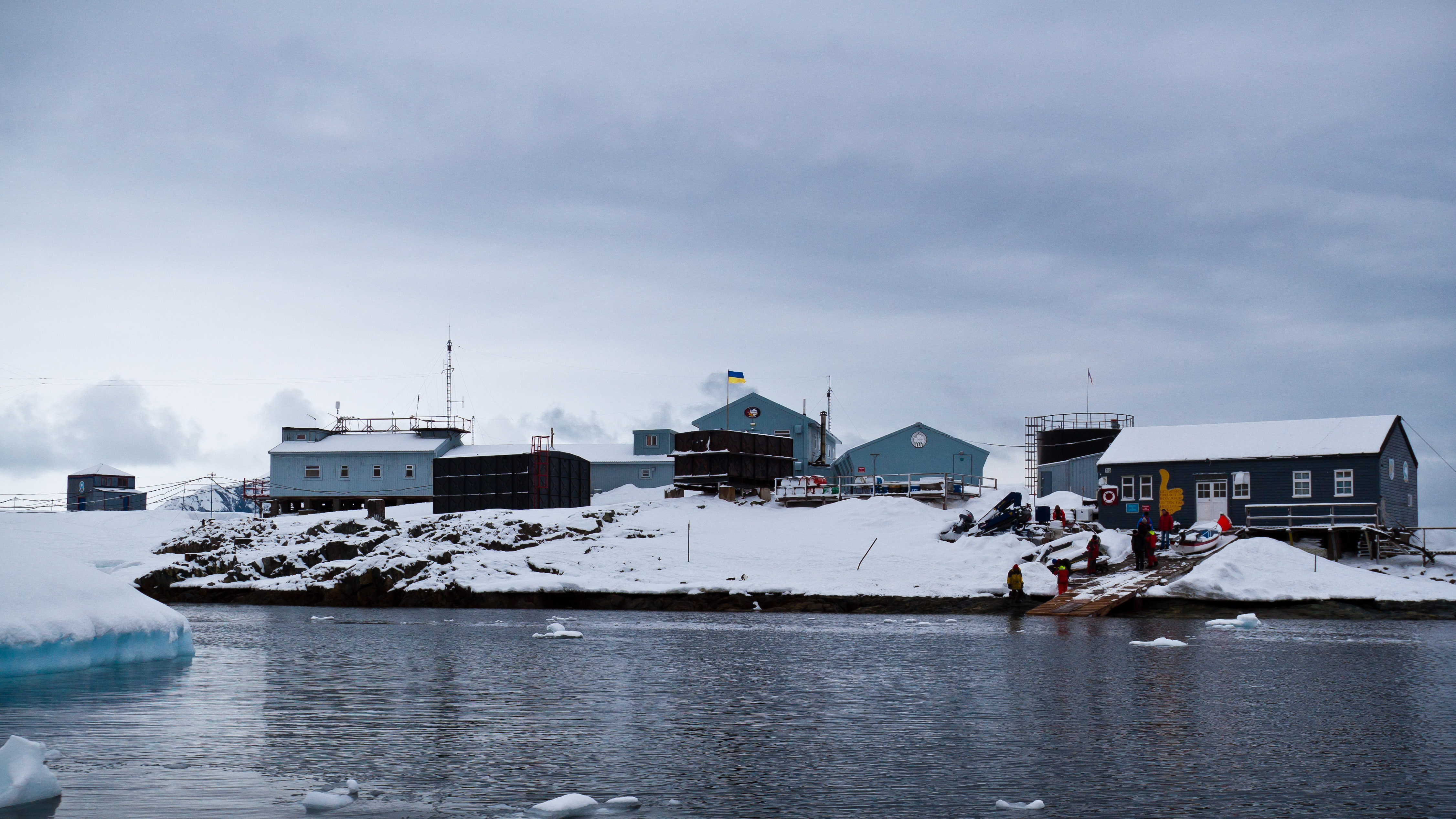
Антарктична станція "Академік Вернадський"

### Наукові установи
- У 1996 на честь науковця було названо українську антарктичну станцію «Академік Вернадський».
- Інституту загальної та неорганічної хімії ім. В. Вернадського
- Національна бібліотека України імені В. І. Вернадського
- Таврійський національний університет імені В. І. Вернадського

## Галерея

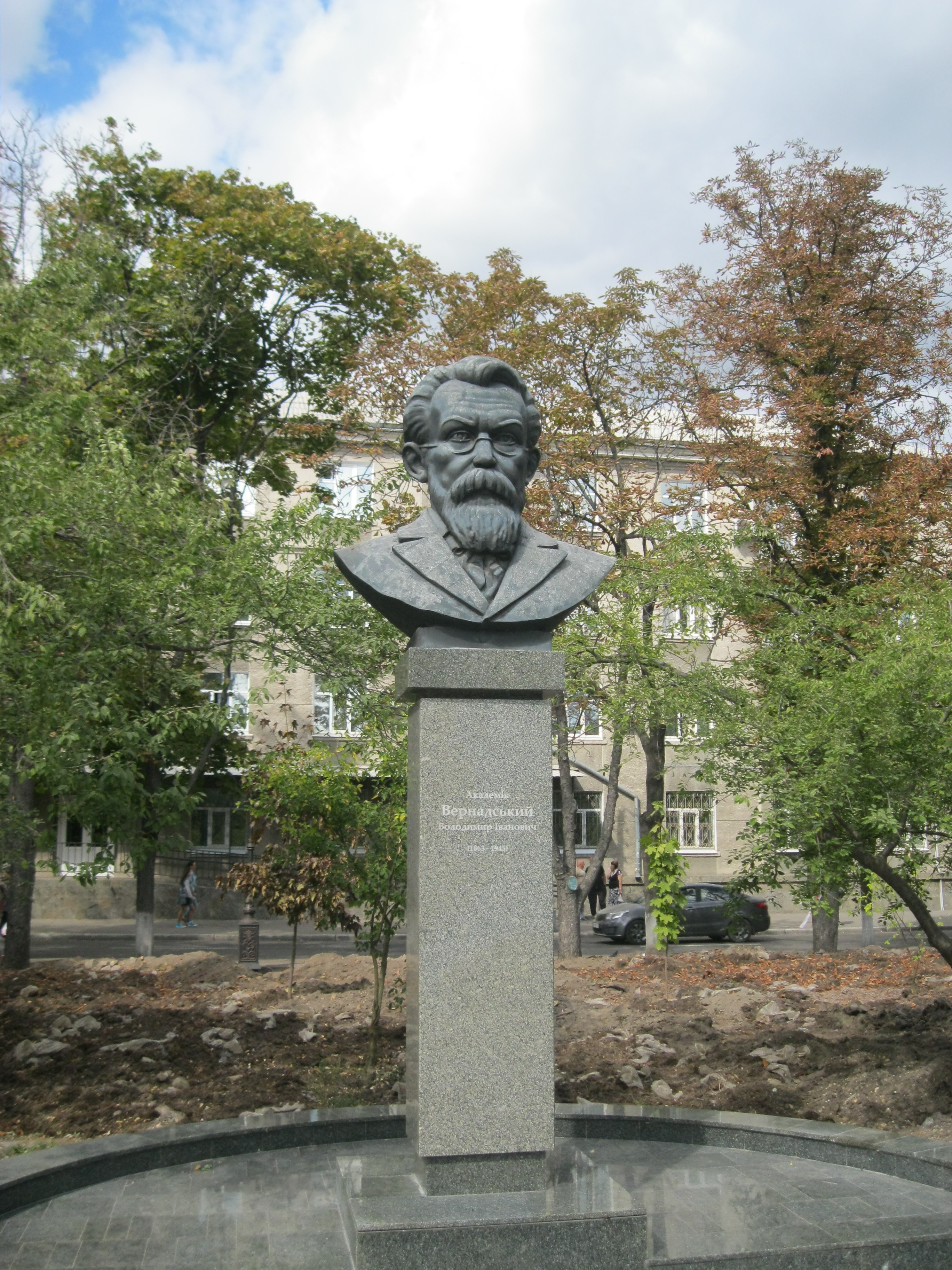
Погруддя Володимиру Вернадському у місті Кременчук
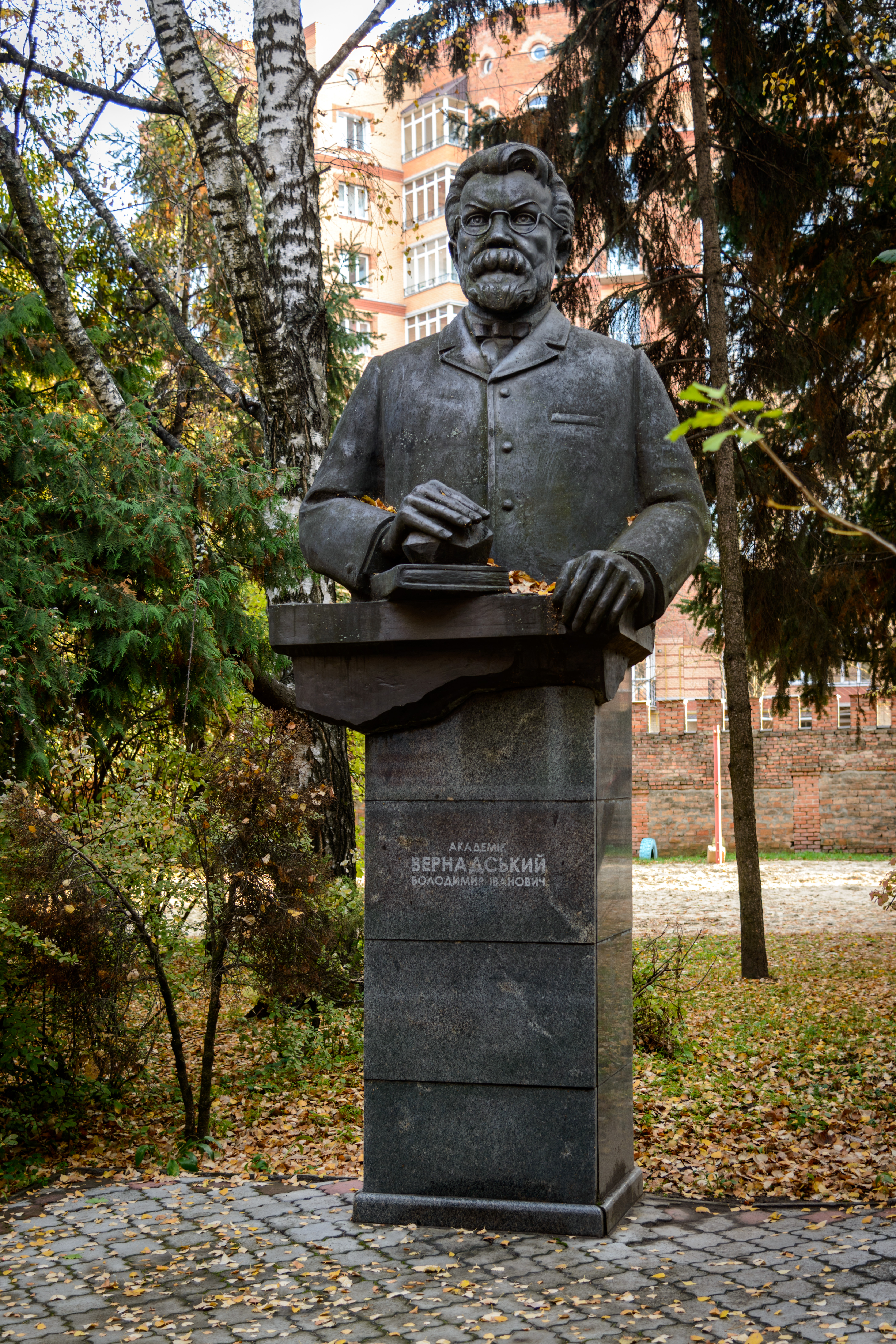
Погруддя Володимиру Вернадському у місті Полтава
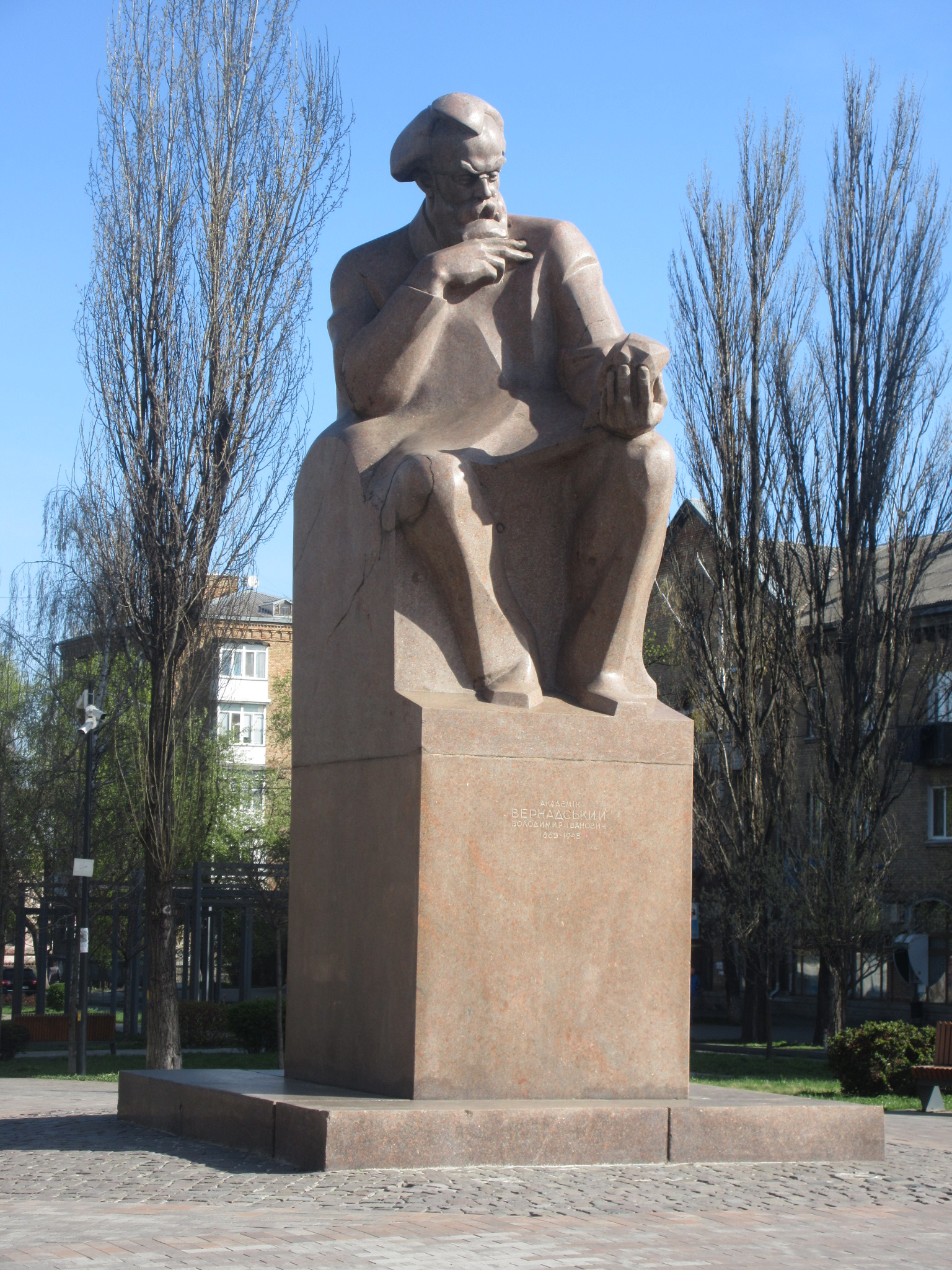
Пам'ятник Володимиру Вернадському у місті Київ
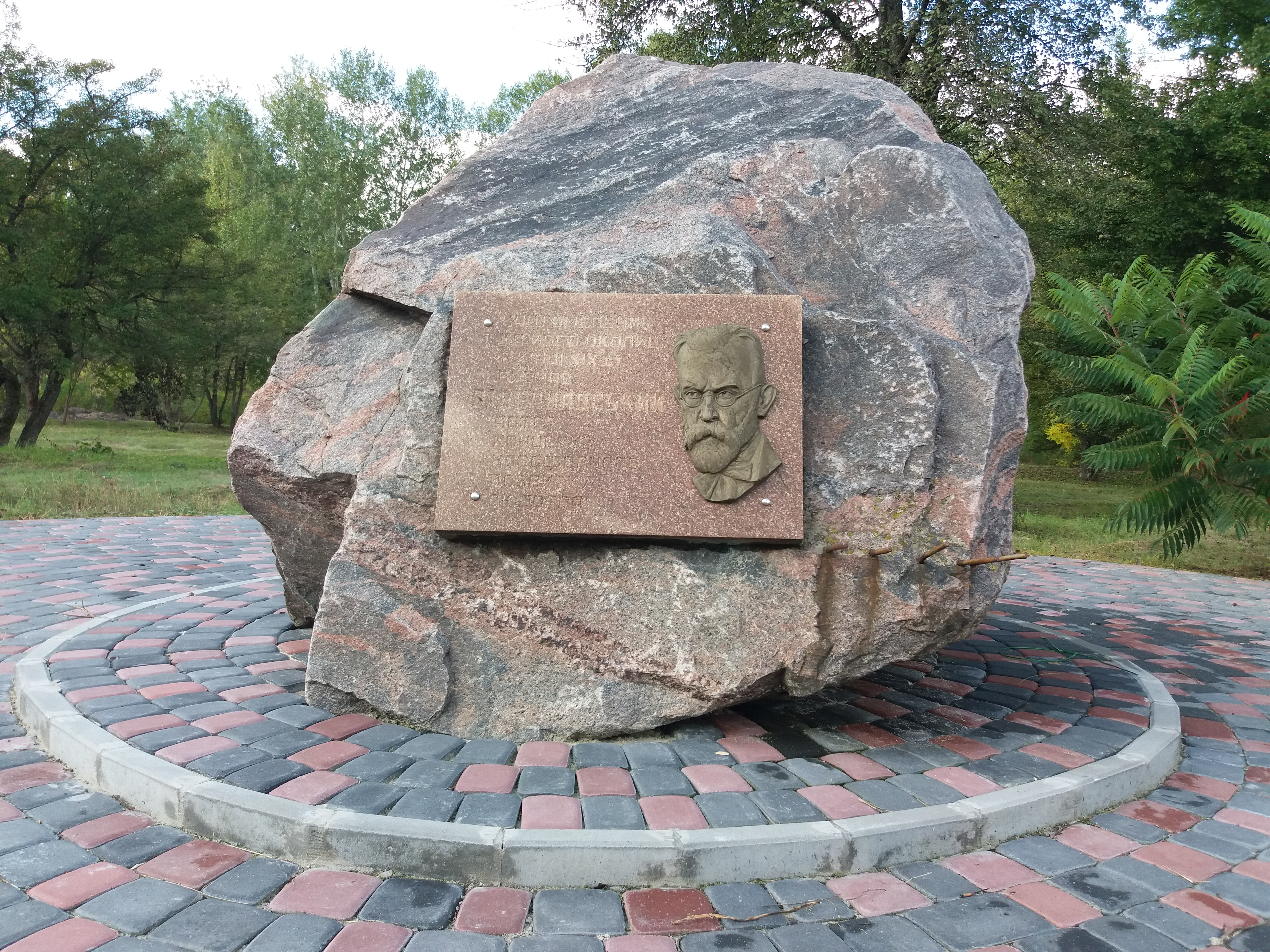
Пам’ятний знак академіку Володимиру Вернадському у селі Омельник Полтавської області

## Вибрані публікації
- Вибрані наукові праці академіка В. І. Вернадського. Т. 1 : Володимир Іванович Вернадський і Україна. Кн. 1 : Науково-організаційна діяльність (1918—1921) / НАН України, Коміс. з наук. спадщини акад. В. І. Вернадського, Нац. б-ка України ім. В. І. Вернадського, Ін-т історії України ; [уклад.: О. С. Онищенко, Л. А. Дубровіна, Н. М. Зубкова та ін. ; редкол.: А. Г. Загородній та ін.]. — К. : [б. в.], 2011. — 699 с. — Тит. арк., текст парал. укр., рос. — ISBN 978-966-02-6294-2.
- Вибрані праці академіка В. І. Вернадського. Т. 1 : Володимир Іванович Вернадський і Україна. Кн. 2 : Вибрані праці / НАН України, Коміс. з наук. спадщини акад. В. І. Вернадського, Нац. б-ка України ім. В. І. Вернадського, Ін-т історії України ; [уклад.: О. С. Онищенко, В. М. Даниленко, Л. А. Дубровіна та ін. ; редкол.: А. Г. Загородній та ін.]. — К. : [б. в.], 2011. — 584 с. — Текст парал. укр., рос. — На обкл.: Вибрані наукові праці В. І. Вернадського. — Бібліогр. в тексті. — ISBN 978-966-02-6293-9.
- Вибрані наукові праці академіка В. І. Вернадського. Т. 2 : Володимир Іванович Вернадський. Листування з українськими вченими. Кн. 1 : Листування: А-Г / НАН України, Коміс. з наук. спадщини акад. В. І. Вернадського, Нац. б-ка України ім. В. І. Вернадського, Ін-т історії України, Рос. акад. наук ; [уклад.: О. С. Онищенко, Л. А. Дубровіна, Н. М. Зубкова та ін. ; редкол.: А. Г. Загородній та ін.]. — К. : [б. в.], 2011. — 824 с. — Тит. арк., парал. укр., рос., англ. ; текст: укр., рос. — ISBN 978-966-02-6599-8.
- Вибрані наукові праці академіка В. І. Вернадського. Т. 2 : Володимир Іванович Вернадський. Листування з українськими вченими. Кн. 2 : Листування: Д-Я. Ч.1 : Д-Н / НАН України, Коміс. з наук. спадщини акад. В. І. Вернадського, Нац. б-ка України ім. В. І. Вернадського, Ін-т історії України, Рос. акад. наук ; [уклад.: О. С. Онищенко, Л. А. Дубровіна, Н. М. Зубкова та ін. ; редкол.: А. Г. Загородній та ін.]. — К. : [б. в.], 2012. — 742 с. — Тит. арк., парал. укр., рос., англ. ; текс.: укр., рос. — ISBN 978-966-02-6600-1.
- Вибрані наукові праці академіка В. І. Вернадського. Т. 3 : Хімічна будова біосфери Землі та її оточення / [уклад.: Л. С. Лисюк та ін. ; редкол.: С. В. Волков (голова) та ін.] / НАН України, Коміс. з наук. спадщини акад. В. І. Вернадського, Ін-т заг. та неорган. хімії ім. В. І. Вернадського ; ред. рада: Б. Є. Патон (голова) та ін. — К. : [б. в.], 2012. — 507 с. — Тит. арк. парал. укр., рос., англ. Текст: укр., рос. — Бібліогр.: с. 476—488. — ISBN 5-02-004361-3.
- Вибрані наукові праці академіка В. І. Вернадського. Т. 4 : Геохімія живої речовини / [уклад.: І. А. Акімов та ін.]. Кн. 1 / НАН України, Коміс. з наук. спадщини акад. В. І. Вернадського, Нац. б-ка України ім. В. І. Вернадського, Ін-т зоології ім. І. І. Шмальгаузена, Ін-т геохімії навколиш. середовища ; ред. рада: Б. Є. Патон (голова) та ін. — К. : [б. в.], 2012. — 504 с. — Тит. арк., парал. укр., рос., англ. Текст: рос. — ISBN 978-966-02-6470-0.
- Вибрані наукові праці академіка В. І. Вернадського. Т. 4 : Геохімія живої речовини / [уклад.: І. А. Акімов та ін. ; редкол.: Е. В. Соботович (голова) та ін.]. Кн. 2 / НАН України, Коміс. з наук. спадщини акад. В. І. Вернадського, Нац. б-ка України ім. В. І. Вернадського, Ін-т зоології ім. І. І. Шмальгаузена, Ін-т геохімії навколиш. середовища ; ред. рада: Б. Є. Патон (голова) та ін. — К. : [б. в.], 2012. — 576 с. — Тит. арк., парал. укр., рос., англ. Текст: рос. — Бібліогр.: с. 487—489. — ISBN 978-966-02-6469-4.
- Вибрані наукові праці академіка В. І. Вернадського. Т. 5 : Мінералогічна спадщина Володимира Івановича Вернадського / НАН України, Коміс. з наук. спадщини акад. В. І. Вернадського, Ін-т геохімії, мінералогії та рудоутворення ; [уклад.: Г. О. Кульчицька та ін.] ; редкол.: Б. Є. Патон (голова) та ін. — К. : [б. в.], 2012. — 828, [4] с. — Тит. арк., парал. укр., рос., англ. Текст.: укр., рос. — Бібліогр. в кінці розділів. — ISBN 978-966-02-6503-5.
- Вибрані наукові праці академіка В. І. Вернадського. Т.6 : Історія природних вод. Кн. 1 : Водневисті мінерали / [редкол.: В. М. Шестопалов (голова) та ін.] / НАН України, Коміс. з наук. спадщини акад. В. І. Вернадського, Ін-т геол. наук НАН України ; ред. рада: Б. Є. Патон (голова) [та ін.]. — К. : [б. в.], 2012. — 754 с. : іл. — Тит. арк., парал. укр., рос., англ. Передм.: укр. Текст: рос. — ISBN 978-966-02-6545-5.
- Вибрані наукові праці академіка В. І. Вернадського. Т. 6 : Історія природних вод. Кн. 2 : Досвід гідрохімії і геохімії вод Землі. Статті. Коментарі / [редкол.: В. М. Шестопалов (голова) та ін.] / НАН України, Коміс. з наук. спадщини акад. В. І. Вернадського, Ін-т геол. наук НАН України ; ред. рада: Б. Є. Патон (голова) [та ін.]. — К. : [б. в.], 2012. — 757—1104 с. : іл. — Тит. арк., парал. укр., рос., англ. Текст: укр., рос. — Бібліогр.: с. 1082—1090. — ISBN 978-966-02-6546-2.
- Вибрані наукові праці академіка В. І. Вернадського. Т. 7 : Праці з геохімії та радіогеології. Кн. 1 / НАН України, Коміс. з наук. спадщини акад. В. І. Вернадського, Нац. б-ка України ім. В. І. Вернадського, Ін-т геохімії навколиш. середовища ; [уклад.: Е. В.  Соботович, В. В. Долін ; редкол.: Е. В.  Соботович та ін.]. — К. : [б. в.], 2012. — 824 с. : іл. — Тит. арк., парал. укр., рос., англ. ; текст: укр., рос. — Бібліогр. в тексті. — ISBN 978-966-02-6427-4.
- Вибрані наукові праці академіка В.  І.  Вернадського. Т. 8 : Праці з історії, філософії та організації науки ; / голова ред. ради Б. Є. Патон, Коміс. з наук. спадщини акад. В.  І.  Вернадського, Центр дослідж. наук.-техн. потенціалу та історії науки ім. Г. М. Доброва НАН України/ [голова редкол. Б. А. Маліцький ; уклад. А. С. Литвинко та ін., автори коментарів Г. А. Будзика, О. В. Букалов, В. І. Онопрієнко, та їн.]. — К. : Фенікс, 2012.  – 658 с. — Парал. тит. арк. укр., рос. та англ. мовами. — Текст: укр. та рос.   — ISBN 978-966-651-892-0. — ISBN 978-966-651-921-7.
- Вибрані наукові праці академіка В. І. Вернадського. Т. 9 : Володимир Іванович Вернадський. Щоденники (1917—1921) / НАН України, Коміс. з наук. спадщини акад. В. І. Вернадського, Нац. б-ка України ім. В. І. Вернадського, Рос. акад. наук, Архів РАН ; [уклад.: С. М.  Кіржаєв та ін. ; редкол.: А. Г. Загородній та ін.]. — К. : [б. в.], 2011. — 660 с. — Тит. арк., парал. укр., рос., англ. ; текст: укр., рос. — ISBN 978-966-02-6586-8.